# Таганрог (река)
Таганрог — река в Шарыповском районе Красноярского края. Правый приток реки Объюл, впадает в него между двумя другими правобережными притоками — Сунгуюлом и Сартачулью. Длина реки составляет 2,7 км. Высота устья — 431 м.
Река Таганрог протекает по территории Ивановского и Холмогорского сельсоветов. Берега покрыты смешанным лесом с преобладанием берёзы. Населённые пункты на реке отсутствуют. Ближайшее поселение — посёлок городского типа Горячегорск — расположен в 3-4 километрах к юго-востоку от истока и отделён от реки Барсучьей горой (753 м).